# Ceryx godartii
Ceryx godartii là một loài bướm đêm thuộc phân họ Arctiinae, họ Erebidae.